# Cantó de Saint-Rambert-en-Bugey
El cantó de Saint-Rambert-en-Bugey era una divisió administrativa francesa del departament de l'Ain. Comptava amb 12 municipis i el cap era Saint-Rambert-en-Bugey. Va desaparèixer el 2015.

## Municipis
- Arandas
- Argis
- Chaley
- Cleyzieu
- Conand
- Évosges
- Hostiaz
- Nivollet-Montgriffon
- Oncieu
- Saint-Rambert-en-Bugey
- Tenay
- Torcieu

## Història
| Data d'elecció                           | Identitat           | Partit                     | Qualitat |
| ---------------------------------------- | ------------------- | -------------------------- | -------- |
| 1945-1958                                | Jean Pelaz          | PCF                        |          |
| 1958-1977                                | Marcel Buis         | MRP, després CNI           |          |
| 1977-1982                                | Marc Perrot         | PS                         |          |
| 1982-2004                                | Jean-Claude Marquis | UDF, després Divers droite |          |
| 2004-2015                                | Gilbert Bouchon     | Divers gauche              |          |
| les dades anteriors no són pas conegudes |                     |                            |          |
|                                          |                     |                            |          |

## Demografia
| A partir de 1990: Població sense dobles comptes |